# Virgen de la Loma
La Virgen de la Loma es una advocación mariana venerada en la localidad conquense de Campillo de Altobuey, su festividad se celebra el 8 de septiembre.
Su imagen está instalada en Iglesia Parroquial de San Andrés durante la mayor parte del año, más concretamente entre el 8 de septiembre (festividad de la Virgen la Loma) y el último domingo del mes de agosto, siempre que entre este domingo y el día de festividad se pueda realizar el correspondiente novenario (nueve días de misa), en caso contrario se adelanta al domingo anterior.
Durante el periodo del novenario, la imagen es trasladada al antiguo convento de San Agustín y actual Santuario de la Virgen de la Loma, lugar en el cual según la tradición se apareció a un caminante y por lo cual se construyó el santuario. Debido a su lejanía del casco urbano de la localidad, se ha optado porque la imagen permanezca en la citada iglesia de San Andrés, situada en el centro urbano de la localidad.

## Origen del culto
Según la tradición la imagen se apareció en una loma cercana un carretero que estaba de paso por la localidad, debido a su belleza la recogió para ofrecérsela a su esposa, a mitad de camino y maravillado por la imagen paró para volver a observarla, viendo incrédulo que no se encontraba en la alforja donde la había guardado, pensando que la había extraviado por el camino dio marcha atrás hasta el lugar donde la había recogido, observando por sorpresa que la imagen se encontraba en el mismo lugar sitio donde la había encontrado. 
El carretero volvió a guardarla en la alforja, para comprobar que la imagen seguía en la alforja volvió a parar repitiéndose la pérdida. El carretero en vista de la repetición del incidente volvió otra vez sobre sus pasos y encontró otra vez la imagen en la loma donde la había encontrado la primera vez, el carretero en vista del milagro entró en la localidad donde contó la historia y los lugareños acogieron la imagen como propia y milagrosa, construyéndose en el lugar de la aparición el santuario.

## Feria y Fiestas
La festividad de la Virgen la Loma, como patrona de Campillo de Altobuey, se celebra el día 8 de septiembre, entre el 7 y el 14 de este mes se celebran las fiestas patronales en su honor, el primer acto de las mismas es la bajada de la virgen al convento, que como ya se ha dicho anteriormente se celebra el último domingo de agosto, con la salvedad de los nueve días para las novenas, en este periodo se celebran todos los días dos misas en el convento, una por la noche y otra al amanecer, mucha gente del pueblo se queda por las noches en el convento guardando y vigilando a la imagen.
El día 8 de septiembre es el día grande la celebración, realizándose la procesión de la subida de la virgen, esta vez desde el convento hasta la localidad, en la procesión participan miles de personas, y todo campillano que se precie, aunque se encuentre lejos de la localidad, acude este día a rendir tributo a su patrona.
Durante estos siete días de fiesta, se celebran distintos actos tanto religiosos como festivos y lúdicos, y se instala una feria.